# The Sound of Belgium
The Sound of Belgium is een Belgische documentaire uit 2012 van Jozef Deville. De documentaire ging in première op 19 oktober 2012 in club Decadance in Gent.
The Sound of Belgium brengt het verhaal van het in België ontstane genre new beat. Jozef Deville heeft 6 jaar aan de documentaire gewerkt. Na de première heeft het nog bijna negen maanden geduurd alvorens alle rechten voor de geluidsfragmenten geregeld waren. Aanvankelijk werd het idee om een documentaire te maken over de Belgische dancescene in de jaren tachtig niet goed onthaald. Onder andere het VAF en de VRT weigerden middelen te voorzien voor de productie ervan omdat ze geen interesse hadden in het onderwerp. Enkel langs Franstalige kant kon Deville op steun rekenen dankzij het Franstalige Filmfonds. In 2013 besliste Canvas, een VRT-zender, alsnog de documentaire uit te zenden.

## Verhaal
Aan de hand van anekdotes wordt een stuk Belgische muziekgeschiedenis terug opgegraven. In het begin van de twintigste eeuw was er een bruisend uitgaansleven in België dankzij de vele baancafés en de Decaporgels die daar stonden. Door de opkomst van de grammofoonplaat verdwenen de Decaporgels en maakten diskjockeys hun intrede. In de jaren 60 ontstond een nieuwe muziekstijl, Popcorn, genoemd naar 'The Popcorn' in Vrasene. Het unieke geluid, gecreëerd door nummers op een ander toerental af te spelen,  maakte de club en het genre populair en zette België als uitgaansland op de kaart. Eind jaren zeventig begonnen Belgische artiesten zoals Telex te experimenten met elektronische muziek. Begin jaren 80 werd Front 242 opgericht. Zij voegden, beïnvloed door de punk, industriële geluiden toe aan de elektronische muziek en lagen zo aan de basis van het genre Electronic Body Music (EBM). Ondertussen bleven ook dj's in clubs experimenteren met de nieuwe mogelijkheden die elektronische muziek bood. In de Antwerpse avant-gardeclub 'Ancienne Belgique' werd door Ronny "Dikke Ronny" Harmsen een uniek geluid gemaakt door onder andere nummers van Allez Allez, Max Berlin en Au Pairs te spelen. België kreeg een eigen muziekcultuur door de muziek uit andere culturen te herinterpreteren en mixen. Niet veel later ontstond de new beat door 45-toerenplaten op 33 toeren af te spelen. Dit leidde tot nieuwe producties waarbij deze sound opzettelijk werd gemaakt. Een belangrijke speler in het succes van de new beat was discotheek Boccaccio in Destelbergen waar DJ's hun nieuwe producties op het publiek los lieten. New beat werd een succes bij jongeren in heel Europa en naast een muziekstijl werd het een heuse subcultuur. Door het succes werd het genre eind jaren tachtig gecommercialiseerd met groepen als de Confetti's. Door het mainstream karakter en overaanbod aan minderwaardige producties verloren de pioniers hun interesse in de new beat en niet veel later was het succes voorbij. Uit de new beat stroomden wel nieuwe muziekstijlen voort waaronder acid house, rave, house en techno. Een Belangrijke speler in de opkomst van deze nieuwe genres was het Gentse platenlabel R&S Records. België stond begin jaren negentig op de wereldkaart als dé plek om nieuwe elektronische muziek te ontdekken en uit te gaan. Deze uitgaanscultuur ging gepaard met het gebruik van verdovende middelen waaronder XTC en cocaïne. Na een reportage op VTM over XTC begonnen gemeentes hard op te treden tegen clubs. Einde jaren 90 waren de meeste clubs gesloten en kwam er een einde aan de pioniersrol die België speelde binnen de wereld van de EDM.

## Cast
- Lou Deprijck
- Eddy de Clercq
- Rocco Granata
- Dan Lacksman (Telex)
- Herman Gilis
- C.J. Bolland
- Sven Van Hees
- Joey Beltram
- Serge Ramaekers
- Renaat Vandepaepeliere
- Nikkie Van Lierop
- Eric Beysens

## Soundtrack
De soundtrack van de documentaire werd uitgebracht in drie volumes van ieders 4 cd's.
- The Sound Of Belgium, 4 disks, 2013, N.E.W.S.
- The Sound Of Belgium Volume 2, 4 disks, 2015, N.E.W.S.
- The Sound Of Belgium Volume 3, 4 disks, 2016, N.E.W.S.

## Nominaties en prijzen
In oktober 2012 was 'The Sound of Belgium' winnaar van een uitzonderlijk uitgereikte Red Bull Elektropedia Special Vanguard Award.